# 10504 Doga
10504 Doga eller 1987 UF5 är en asteroid i huvudbältet som upptäcktes den 22 oktober 1987 av den sovjetisk-ryska astronomen Ljudmila Zjuravljova vid Krims astrofysiska observatorium på Krim. Den är uppkallad efter den ryske kompositören Eugenij D. Doga.
Asteroiden har en diameter på ungefär 7 kilometer och den tillhör asteroidgruppen Merxia.